# Perdita Barran
Perdita Elizabeth Barran es una química y profesora de espectrometría de masas británica en la Universidad de Mánchester. Es directora del Michael Barber Centre for Collaborative Mass Spectrometry. Barran desarrolla y aplica espectrometría de movilidad iónica y espectrometría de masas para el estudio de la estructura de la molécula y busca biomarcadores para la enfermedad de Parkinson. Codirige la materia de espectrometría de masas para el Instituto Rosalind Franklin. Fue galardonada con el premio Joseph Black de la Royal Society of Chemistry Analytical Division en 2009.

## Educación y carrera temprana
Barran asistió a la escuela en Godolphin y Latymer, en Hammersmith, Inglaterra. Se trasladó a la Universidad de Mánchester para estudiar Química, graduándose en 1994. Luego se unió a la Universidad de Sussex para sus estudios de posgrado, trabajando con Harold Kroto y Tony Stace.

## Investigación y trayectoria
Barran permaneció con Stace durante tres años después de completar su doctorado en 1998.  En 2001, Barran se unió a la Universidad de California en Santa Bárbara, trabajando como miembro postdoctoral con Mike Bowers. Estaba interesada en la estructura y estabilidad de las moléculas pequeñas en la fase gaseosa. Observó cómo la espectrometría de movilidad iónica podía usarse para identificar la estructura.
Barran ingresó a la Universidad de Edimburgo como miembro investigador avanzado del Consejo de Investigación de Ingeniería y Ciencias Físicas (EPSRC por sus siglas en inglés) en 2002. En 2005, recibió el premio Desty Memorial por sus innovaciones en ciencias de la separación. Fue nombrada profesora sénior en 2009. Trabajó en técnicas de espectrometría de masas que se pueden utilizar para evaluar el cambio conformacional, agregación y conformación intrínseca. Investigó la espectrometría de masas para la terapéutica de la agregación prefibrilar. Ayudó a establecer el Scottish Instrumentation and Resource Centre for Advanced Mass Spectrometry en la Universidad de Edimburgo. Esto tuvo como responsabilidad inicial proporcionar análisis proteómicos para la Unidad de Genética Humana de la Medical Research Council.
En 2013, Barran fue nombrada para el Instituto de Biotecnología de Mánchester como catedrática de espectrometría de masas patrocinado por Waters Corporation. Dirigió una subvención de la plataforma EPSRC para estudiar el vínculo de la estructura y actividad de las β- defensinas. Trabajó con Cait MacPhee, Garth Cooper y Tilo Kunath en las proteínas neurodegenerativas, y con grupos varios, incluidos Richard Kriwacki, Rohit Pappu y Gary Daughdrill para examinar proteínas intrínsecamente desestructuradas. Trabaja con varias compañías biofarmacéuticas para aplicar nuevas técnicas de espectrometría de masas a nuevas modalidades de fármacos, entre ellos los anticuerpos monoclonales. También desarrolla nuevos instrumentos de espectrometría de masas. Su equipo analiza la estructura de los sistemas biológicos a nivel molecular, estudiándolos en la fase gaseosa y líquida, así como teóricamente. Utilizan la ionización por electrospray, la espectrometría de masas, la espectrometría de masas con movilidad iónica y la espectrometría de masas nativa y la solución complementaria basada en técnicas biofísicas. En 2014, obtuvo una beca del Consejo de Investigación de Biotecnología y Ciencias Biológicas para estudiar la interacción de las proteínas con otras proteínas. Adicionalmente es miembro del comité editorial de la International Journal of Mass Spectrometry.

### Barran y la enfermedad de Parkinson
Barran trabajó con Joy Milne en la búsqueda de biomarcadores fétidos de la enfermedad de Parkinson. Al oler frotis de piel, su colega Milne podía diferenciar entre personas con y sin la enfermedad de Parkinson. Barran identificó cambios en el cambio de olor de su esposo antes de que se le diagnosticara formalmente la enfermedad de Parkinson, de la cual murió en 2015. Barran utiliza la espectrometría de masas para identificar los biomarcadores de mencionada enfermedad. La historia fue desarrollada en un documental de la BBC, titulado The Woman Who Can Smell Parkinson. Barran recibió aprobación moral para su trabajo sobre los metabolitos de la piel de la enfermedad de Parkinson en 2015, lo que le permitió trabajar en la investigación de dicha enfermedad en un estudio más amplio en Reino Unido. Sus trabajos en el Parkinson es patrocinado por la Fundación Michael J. Fox.